# Gorssel

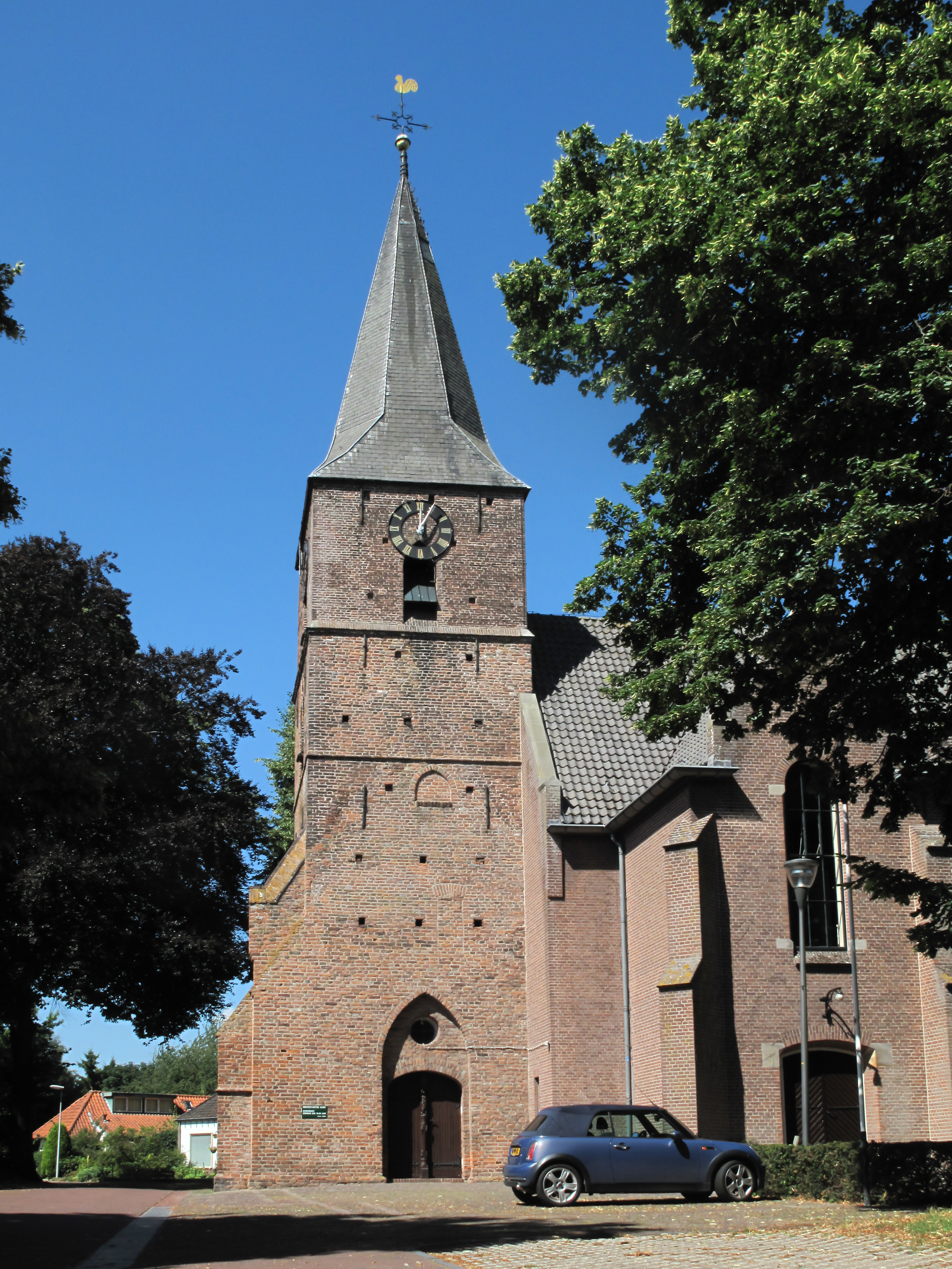
De Nederlands Hervormde kerk

Gorssel is een plaats in de gemeente Lochem in de Nederlandse provincie Gelderland. Het telde per 1 januari 2023 3.995 inwoners. Tot de fusie met Lochem op 1 januari 2005 was Gorssel een zelfstandige gemeente. Tot de gemeente Gorssel behoorden ook de kernen Almen, Eefde, Epse, Harfsen, Joppe en Kring van Dorth.

## Geschiedenis
Gorssel wordt in oorkonde uit 1253 marke Gerslo genoemd. Het gebied rond de molen Geertruida Cornelia dat Eesterhoek heet is het oudste deel van Gorssel.
In het centrum van de plaats staat de Nederlands Hervormde kerk. Het in 1928 geheel herbouwde 15e-eeuwse kerkgebouw werd in 1945 door een bombardement van geallieerde troepen verwoest en in 1947 vervangen. De toren, die kon worden gerestaureerd, dateert nog uit de 15e eeuw. Buiten de dorpskern, aan de Zutphenseweg, bevindt zich de Algemene Begraafplaats. Op het oudste gedeelte bevindt zich een aantal grote grafmonumenten van families die de landgoederen in de omgeving bewoonden. Op het nieuwe gedeelte bevindt zich onder andere het familiegraf van Kluwer, de oprichters van het gelijknamige uitgeversconcern.
In 1785 werd bij Gorssel op de heide een grafmonument voor Joan Derk van der Capellen tot den Pol opgericht. Op 23 september 1787 werd het familiewapen op het monument vernield. In de nacht van 6 op 7 augustus 1788 bliezen oranjegezinden het hele gedenkteken op.

## Gorsselse Heide
De Gorsselse Heide heeft een lange geschiedenis als militair oefenterrein. Hij werd begin 21e eeuw heringericht als gebied met de nadruk op de natuurwaarden van een nat heidemilieu.

## Woonachtig geweest
- Martinus Beijerinck (1851-1931), microbioloog
- Abraham Jacobus Schooleman (1853-1875), tekstdichter
- Jan Adam Zandleven (1868-1923), kunstschilder
- Edith Elizabeth Pijpers (1886-1963), tekenaar, kunstschilder, etser en lithograaf
- Hendrik Jan Ankersmit (1895-1982), politicus en industrieel
- Anna Goorman-Dommerholt (1902-2012), oudste vrouw van Nederland
- Willem Visser (1904-1975), burgemeester
- Edmond Willem de Fielliettaz Goethart (1909-2004), burgemeester en politicus
- Jan Baas (1917-2012), politicus en lid Eerste Kamer[2]
- Jos Brink (1942-2007) had zijn buitenverblijf in Gorssel

## Geboren in Gorssel
- Herman François Hesselink van Suchtelen (1852-1934), politicus
- Willem Dolleman (1894-1942), Nederlandse Revolutionair-Socialist
- Gerrit Slagman (1898-1945), landbouwer en verzetsstrijder
- Harry Leurink (1960), beeldhouwer en houtsnijder
- Lars Bos (Snelle) (1995), rapper

## Overleden in Gorssel
- Andries Pietersz. Meeter (1817-1889), kinder- en schoolboekenschrijver en pedagoog
- Marc Willem du Tour van Bellinchave (1835-1908), minister
- Frederike van Uildriks (1854-1919), lerares en schrijfster
- Martinus Willem Beijerinck (1851-1931), microbioloog
- Johnny de Droog (1893-1945), V-Man tijdens de Tweede Wereldoorlog
- Jan Buiskool (1899-1960), jurist en politicus
- Anton Eduard van Arkel (1876-1966), burgemeester van Hoevelaken en Ruurlo
- Alexander van der Heyden van Doornenburg (1906-1973), burgemeester van Heino en Denekamp en militair
- Jo Vegter (1906-1982), architect
- Hendrik Jan Ankersmit (1895-1982), politicus
- Arnold Hugo Ingen Housz (1888-1983), de eerste bedrijfsdirecteur van de Koninklijke Nederlandse Hoogovens en Staalfabrieken
- Anna Goorman-Dommerholt (1902-2012), Nederlands oudste vrouw

## Openbaar vervoer
Er is een lijnbusdienst, buslijn 81, die dagelijks Gorssel aandoet op de route Deventer - Zutphen v.v.
Op zaterdag en zondag is er een lijnbusdienst, buslijn 450, die vanuit Zutphen in een rondrit via Gorssel en Laren terug naar Zutphen rijdt.

## Wetenswaardigheden
- In 1995 stond de toenmalige gemeente Gorssel op de negende plaats van miljonairsgemeenten in Nederland
- Van 5 augustus 1865 tot 15 mei 1938 was er een station Gorssel aan de spoorlijn Arnhem - Leeuwarden.
- Bij Gorssel, in de uiterwaarden van de IJssel, heeft tussen 1981 en 2013 ooievaarsdorp 't Zand met succes gewerkt aan de terugkeer van de ooievaar in de IJsseldal.